# 城东新区
城东新区，是中国安徽省滁州市天长市下辖的一个类似乡级单位。

## 行政区划
城东新区共辖以下地区：
永福社区、天宝社区。